# Хейзен (Арканзас)
Хе́йзен (англ. Hazen, Arkansas) — город, расположенный в округе Прери (штат Арканзас, США) с населением в 1637 человек по статистическим данным переписи 2000 года.

## География
По данным Бюро переписи населения США город Хейзен имеет общую площадь в 9,58 квадратных километров, водных ресурсов в черте населённого пункта не имеется.
Город включает 0,25 мили широкой полосы, прилагаемой к нему земли, вдоль I-40 в округе Прери.
Город Хейзен расположен на высоте 70 метров над уровнем моря.

## Демография
По данным переписи населения 2000 года в городе Хейзен проживало 1637 человек, 461 семья, насчитывалось 658 домашних хозяйств и 732 жилых дома. Средняя плотность населения составляла около 172,3 человек на один квадратный километр. Расовый состав города по данным переписи распределился следующим образом: 80,57 % белых, 18,45 % — чёрных или афроамериканцев, 0,55 % — коренных американцев, 0,43 % — представителей смешанных рас.
Испаноговорящие составили 0,79 % от всех жителей города.
Из 658 домашних хозяйств в 30,7 % — воспитывали детей в возрасте до 18 лет, 54,4 % представляли собой совместно проживающие супружеские пары, в 12,8 % семей женщины проживали без мужей, 29,8 % не имели семей. 27,4 % от общего числа семей на момент переписи жили самостоятельно, при этом 12,9 % составили одинокие пожилые люди в возрасте 65 лет и старше. Средний размер домашнего хозяйства составил 2,38 человек, а средний размер семьи — 2,88 человек.
Население города по возрастному диапазону по данным переписи 2000 года распределилось следующим образом: 24,4 % — жители младше 18 лет, 6,5 % — между 18 и 24 годами, 25,7 % — от 25 до 44 лет, 22,2 % — от 45 до 64 лет и 21,1 % — в возрасте 65 лет и старше. Средний возраст жителей составил 41 год. На каждые 100 женщин в городе приходилось 90,3 мужчин, при этом на каждые сто женщин 18 лет и старше приходилось 82,1 мужчин также старше 18 лет.
Средний доход на одно домашнее хозяйство в городе составил 29 800 долларов США, а средний доход на одну семью — 35 990 долларов. При этом мужчины имели средний доход в 28 958 долларов США в год против 19 792 доллара среднегодового дохода у женщин. Доход на душу населения в городе составил 14 805 долларов в год. 13,1 % от всего числа семей в округе и 13,8 % от всей численности населения находилось на момент переписи населения за чертой бедности, при этом 12,5 % из них были моложе 18 лет и 18,6 % — в возрасте 65 лет и старше.